# Kabinet-Kishi I
Het kabinet–Kishi I (Japans: 第1次岸内閣) was de regering van het Keizerrijk Japan van 25 februari 1957 tot 12 juni 1958.

## Kabinet–Kishi I (1957–1958)
| Ambtsbekleder                                  | Ambtsbekleder     | Ambtsbekleder                            | Functie                                        | Ambtstermijn     | Ambtstermijn | Partij |
| ---------------------------------------------- | ----------------- | ---------------------------------------- | ---------------------------------------------- | ---------------- | ------------ | ------ |
|                                                | Nobusuke Kishi    | Nobusuke Kishi 岸信介 (1896–1987)        | Premier                                        | 25 februari 1957 | 19 juli 1960 | LDP    |
| Minister van Buitenlandse Zaken                | Nobusuke Kishi    | Nobusuke Kishi 岸信介 (1896–1987)        | 23 december 1956                               | 10 juli 1957     |              | LDP    |
|                                                | Mitsujiro Ishii   | Mitsujiro Ishii 石井光次郎 (1889–1981)   | Vicepremier                                    | 20 mei 1957      | 12 juni 1958 | LDP    |
| Minister zonder portefeuille                   | Mitsujiro Ishii   | Mitsujiro Ishii 石井光次郎 (1889–1981)   |                                                | 20 mei 1957      | 12 juni 1958 | LDP    |
| Directeur- generaal voor Administratieve Zaken | Mitsujiro Ishii   | Mitsujiro Ishii 石井光次郎 (1889–1981)   | 10 juli 1957                                   |                  | 12 juni 1958 | LDP    |
|                                                | Hirohide Ishida   | Hirohide Ishida 石田博英 (1914–1993)     | Secretaris- generaal                           | 23 december 1956 | 10 juli 1957 | LDP    |
|                                                | Kiichi Aichi      | Kiichi Aichi 愛知揆一 (1907–1973)        | Secretaris- generaal                           | 10 juli 1957     | 12 juni 1958 | LDP    |
|                                                | Aiichiro Fujiyama | Aiichiro Fujiyama 藤山愛一郎 (1897–1985) | Minister van Buitenlandse Zaken                | 10 juli 1957     | 19 juli 1960 | LDP    |
|                                                | Hayato Ikeda      | Hayato Ikeda 池田勇人 (1899–1965)        | Minister van Financiën                         | 23 december 1956 | 10 juli 1957 | LDP    |
|                                                | Naoto Ichimanda   | Naoto Ichimanda 一万田尚登 (1893–1984)   | Minister van Financiën                         | 10 juli 1957     | 12 juni 1958 | LDP    |
|                                                | Umekichi Nakamura | Umekichi Nakamura 中村梅吉 (1901–1984)   | Minister van Justitie                          | 23 december 1956 | 10 juli 1957 | LDP    |
|                                                |                   | Toshiki Karasawa 唐沢俊樹 (1891–1967)    | Minister van Justitie                          | 10 juli 1957     | 12 juni 1958 | LDP    |
|                                                | Mikio Mizuta      | Mikio Mizuta 水田三喜男 (1905–1976)      | Minister van Economische Zaken                 | 23 december 1956 | 10 juli 1957 | LDP    |
|                                                | Shigesaburo Maeo  | Shigesaburo Maeo 前尾繁三郎 (1905–1981)  | Minister van Economische Zaken                 | 10 juli 1957     | 12 juni 1958 | LDP    |
|                                                |                   | Hiroshi Kanda 神田博 (1903–1977)         | Minister van Volksgezondheid en Welzijn        | 23 december 1956 | 10 juli 1957 | LDP    |
|                                                |                   | Kamazo Horiki 堀木鎌三 (1898–1974)       | Minister van Volksgezondheid en Welzijn        | 10 juli 1957     | 12 juni 1958 | LDP    |
|                                                |                   | Shutaro Matsuura 松浦周太郎 (1896–1980)  | Minister van Arbeid                            | 23 december 1956 | 10 juli 1957 | LDP    |
|                                                | Hirohide Ishida   | Hirohide Ishida 石田博英 (1914–1993)     | Minister van Arbeid                            | 10 juli 1957     | 12 juni 1958 | LDP    |
|                                                | Hirokichi Nadao   | Hirokichi Nadao 灘尾弘吉 (1899–1994)     | Minister van Onderwijs                         | 23 december 1956 | 10 juli 1957 | LDP    |
|                                                | Matsunaga Azuma   | Matsunaga Azuma 松永東 (1887–1968)       | Minister van Onderwijs                         | 10 juli 1957     | 12 juni 1958 | LDP    |
|                                                | Taneo Miyazawa    | Taneo Miyazawa 宮沢胤勇 (1887–1966)      | Minister van Transport en Infrastructuur       | 23 december 1956 | 10 juli 1957 | LDP    |
|                                                |                   | Sannojo Nakamura 中村三之丞 (1894–1979)  | Minister van Transport en Infrastructuur       | 10 juli 1957     | 12 juni 1958 | LDP    |
|                                                |                   | Norio Nanjo 南条徳男 (1895–1974)         | Minister van Bouw en Constructie               | 23 december 1956 | 10 juli 1957 | LDP    |
|                                                |                   | Ryutaro Nemoto 根本龍太郎 (1907–1990)    | Minister van Bouw en Constructie               | 10 juli 1957     | 12 juni 1958 | LDP    |
|                                                |                   | Ichitaro Ide 井出一太郎 (1912–1996)      | Minister van Landbouw, Bosbouw en Visserij     | 23 december 1956 | 10 juli 1957 | LDP    |
|                                                |                   | Munenori Akagi 赤城宗徳 (1904–1993)      | Minister van Landbouw, Bosbouw en Visserij     | 10 juli 1957     | 12 juni 1958 | LDP    |
|                                                |                   | Taro Hirai 平井太郎 (1905–1973)          | Minister van Communicatie en Post              | 23 december 1956 | 10 juli 1957 | LDP    |
|                                                | Kakuei Tanaka     | Kakuei Tanaka 田中角栄 (1918–1993)       | Minister van Communicatie en Post              | 10 juli 1957     | 12 juni 1958 | LDP    |
|                                                |                   | Akira Kotaki 小瀧彬 (1904–1958)          | Directeur- generaal van de JSDF                | 23 december 1956 | 10 juli 1957 | LDP    |
|                                                | Juichi Tsushima   | Juichi Tsushima 津島壽一 (1888–1967)     | Directeur- generaal van de JSDF                | 10 juli 1957     | 12 juni 1958 | LDP    |
|                                                | Tomejiro Ohkubo   | Tomejiro Ohkubo 大久保留次郎 (1887–1966) | Directeur- generaal voor Administratieve Zaken | 23 december 1956 | 10 juli 1957 | LDP    |

Yoshida I ·
Katayama ·
Ashida ·
Yoshida II ·
Yoshida III ·
Yoshida IV ·
Yoshida V ·
I. Hatoyama I ·
I. Hatoyama II ·
I. Hatoyama III ·
Ishibashi ·
Kishi I ·
Kishi II ·
Ikeda I ·
Ikeda II ·
Ikeda III ·
Sato I ·
Sato II ·
Sato III ·
K. Tanaka I ·
K. Tanaka II ·
Miki ·
T. Fukuda ·
Ohira I ·
Ohira II ·
Suzuki ·
Nakasone I ·
Nakasone II ·
Nakasone III ·
Takeshita ·
Uno ·
Kaifu I ·
Kaifu II ·
Miyazawa ·
Hosokawa ·
Hata ·
Murayama ·
Hashimoto I ·
Hashimoto II ·
Obuchi ·
Mori I ·
Mori II ·
Koizumi I · 
Koizumi II ·
Koizumi III ·
Abe I ·
Y. Fukuda ·
Aso ·
Y. Hatoyama ·
Kan ·
Noda ·
Abe II ·
Abe III ·
Abe IV ·
Suga ·
Kishida I ·
Kishida II